# Adrar (płaskowyż)
Adrar – płaskowyż w zachodniej części Sahary, w północno-zachodniej Mauretanii przy granicy z Saharą Zachodnią. Wznosi się na wysokość 300–500 m n.p.m., maksymalnie do 732 m n.p.m. Krajobraz płaskowyżu Adrar kształtują głębokie suche doliny oraz ruchome wydmy.
W neolicie, zanim rozpoczęły się procesy pustynnienia, płaskowyż Adrar był stosunkowo gęsto zaludniony. Ślady dawnej ludności zachowały się m.in. w postaci kamiennych kręgów czy ruin miasta Azuki. Obecnie obszar ten jest słabo zaludniony. Główny ośrodkiem miejskim jest Atar, stolica regionu administracyjnego Adrar.